# Relaparotomie
Die Relaparotomie ist im Sprachgebrauch der Chirurgie die erneute operative Eröffnung des Bauchraumes nach kurz zuvor stattgehabter Laparotomie.

## Indikation
Häufig muss eine Relaparotomie zur Behandlung einer unerwarteten Komplikation eines chirurgischen Eingriffs durchgeführt werden. Die häufigsten Gründe sind Nachblutungen und Anastomoseninsuffizienzen. Je nach vorausgegangener Operation und aktueller Indikation kann die Relaparotomie zur Behebung eines kleinen Problems oder auch zur Beherrschung einer lebensbedrohlichen Situation erforderlich werden.
Kleinere Probleme sind hier z. B. eine Gallefistel nach komplizierter Operation an Leber, Gallenblase oder Gallenwegen, ein Bluterguss, der augenscheinlich nicht in angemessener Zeit resorbiert wird oder eine größere Ansammlung unspezifischer Gewebsflüssigkeit (Serom).
Postoperative Massenblutungen, Anastomoseninsuffizienzen mit nachfolgender generalisierter Peritonitis oder vollständige postoperative Darmverschlüsse sind aber eher direkt lebensbedrohliche Komplikationen, die eine Relaparotomie als Notfalleingriff erforderlich machen.
Unterschieden werden von diesen Notfallindikationen muss die sogenannte programmierte Relaparotomie: Hier wurde bei der Erstoperation bereits die Notwendigkeit einer erneuten Laparotomie festgestellt, weil schwerwiegende entzündliche Veränderungen, z. B. bei perforierter Appendizitis im Sinne einer generalisierten Peritonitis aufgrund des vorliegenden Befundes keine Möglichkeit der Abheilung ohne weiteres Eingreifen bieten.

## Durchführung
In der Regel wird die bereits vorliegende, noch nicht abgeheilte Operationswunde wieder eröffnet. Je nach Grund der Relaparotomie werden Blutungen gestillt, Lecks im Magen-Darm-Bereich werden geschlossen, Blutergüsse gespült und entfernt oder es werden nur entzündliche Veränderungen gesäubert, gespült und drainiert. Ist von vornherein klar, dass eine einmalige Relaparotomie nicht ausreicht (dies ist am häufigsten bei der generalisierten, eitrigen Peritonitis der Fall), wird eine sogenannte programmierte Etappenlavage angesetzt.